# عمار الشبلي
عمار كاظم عبيد جاسم الشبلي العامري هو سياسي عراقي من مواليد عام 1969 حاصل على شهادة البكالوريوس في القانون وشهادة الماجستير في علم النفس من جامعة بغداد. شغل منصب عضو في مجلس النواب العراقي عن محافظة بغداد في دورته الثانية (2010-2014)، والثالثة (2014-2018)، والرابعة (2018-2022) ضمن ائتلاف دولة القانون.